# Zajęcie dominikańskiej ambasady w Bogocie
Zajęcie dominikańskiej ambasady w Bogocie – wtargnięcie terrorystów z Ruchu 19 Kwietnia (M-19) do ambasady Republiki Dominikany w Bogocie, stolicy Kolumbii.
W ramach akcji M-19 wzięło jako zakładników dyplomatów z 17 krajów, którzy uczestniczyli w przyjęciu z okazji dnia niepodległości Republiki Dominikany w dniu 27 lutego 1980 roku. Po dwóch miesiącach kryzysu, 25 kwietnia porywacze i porwani wyjechali na Kubę, gdzie zakładnicy zostali uwolnieni, a partyzanci uzyskali schronienie na kilka miesięcy.
Podczas zajęcia ambasady Republiki Dominikany w Bogocie zakładnikami stało się aż 15 ambasadorów, co pozostaje najwyższym odnotowanym wynikiem w historii.

## Tło
Ruch 19 Kwietnia (hiszp. Movimiento 19 de Abril, M-19) rozpoczął swoją działalność 17 stycznia 1974 roku dokonując kradzieży szabli Simóna Bolívara z muzeum Quinta de Bolívar. Nazwa ruchu pochodzi od dnia wyborów generalnych z 1970 roku, których wyniki zdaniem bojowników zostały sfałszowane przez kolumbijskie władze. 19 kwietnia 1976 roku partyzanci dokonali zabójstwa porwanego dwa miesiące wcześniej lidera związkowego José Raquela Mercady, podejrzewanego o bycie agentem CIA.
Działania te miały miejsce w kontekście trwającej od 1964 roku wojny domowej w Kolumbii. Obok M-19 do najważniejszych lewicowych partyzantek w kraju należały Rewolucyjne Siły Zbrojne Kolumbii (FARC), Armia Wyzwolenia Narodowego (ELN) i Ludowa Armia Wyzwolenia (EPL). Nasilenie przemocy nastąpiło w latach 70. Do najważniejszych wydarzeń tego okresu należały masakra w Cali 26 lutego 1971 roku, strajk obywatelski we wrześniu 1977 roku i zabójstwo byłego ministra Rafaela Pardo Buelvasa 12 września 1978 roku.
We wrześniu 1978 roku nowo wybrany prezydent Julio César Turbay Ayala wprowadził tzw. statut bezpieczeństwa chroniący funkcjonariuszy państwa kolumbijskiego dając im możliwość łamania praw człowieka zgodnie z prawem państwowym. Dekret prezydenta wdrażał nowy reżim bezpieczeństwa mający na celu uregulowanie i zakazanie protestów społecznych w celu powstrzymania rozwoju rosnących w siłę ruchów partyzanckich.
Pomimo działań nowych władz na przełomie 1978 i 1979 roku M-19 dokonało jednej ze swoich najsłynniejszych akcji. Za pomocą podkopu pod magazynami kolumbijskiej armii partyzanci w ciągu trzech dni wykradli ponad 5700 sztuk broni. Oprócz samego wzmocnienia organizacji był to ogromny cios wizerunkowy wymierzony w kolumbijskie władze i Siły Zbrojne Kolumbii. W ciągu kolejnego roku funkcjonariusze struktur siłowych odzyskali większość broni i nasilili represje wobec M-19 aresztując ponad 300 partyzantów, stosując wobec nich tortury i dokonując pozasądowych egzekucji.

## Atak
27 lutego 1980 roku w ambasadzie Republiki Dominikany odbywało się przyjęcie z okazji 136. rocznicy uzyskania niepodległości przez karaibski kraj. W wydarzeniu uczestniczyło 50 osób, w tym 17 ambasadorów, personel obsługi, konsulowie oraz sekretarze. O 12:15 16 partyzantów, 10 mężczyzn i 6 kobiet, z Ruchu 19 Kwietnia (M-19) weszło na teren placówki rozpoczynając operację „Wolność lub Demokracja”. Wśród zakładników znaleźli się ambasadorowie Austrii, Brazylii, Dominikany, Egiptu, Gwatemali, Haiti, Izraela, Kostaryki, Meksyku, Salwadoru, Stanów Zjednoczonych, Szwajcarii, Urugwaju, Wenezueli i Włoch, a także nuncjusz apostolski i chargé d’affaires Paragwaju.
Jako jeden z pierwszych do budynku wszedł Rosemberg Pabón, posługujący się pseudonimem „Comandante Uno”, który wykorzystał do tego pomoc bojowniczki wcielającej się w uczestniczkę przyjęcia. Pozostali terroryści oczekiwali w pobliskim parku grając w piłkę nożną. Swoją broń ukryli pod sportowymi kurtkami. W trakcie zajmowania ambasady w strzelaninie zginął jeden z partyzantów. Poważnie ranni zostali także chargé d’affaires Paragwaju Óscar Orostiaga, ochroniarz ambasadora Stanów Zjednoczonych Pedro Oliveros i dwóch cywilów przebywających poza obiektem.
Aby uniknąć dalszych prób odbicia budynku M-19 zażądało wycofania kolumbijskich żołnierzy z pobliża ambasady grożąc zabijaniem zakładników. Ambasador Wenezueli Virgilio Lovera oraz ambasador Meksyku Ricardo Galán poprosili o wycofanie funkcjonariuszy kolumbijskich ostrzegając, że na miejscu może „dojść do masakry” i dodając, że jedynie wycofanie przedstawicieli struktur siłowych może „zagwarantować przeżycie osobom przebywającym w ambasadzie”. Pomimo tego w pobliżu budynku zostali rozmieszczeni funkcjonariusze kolumbijskiej policji oraz żołnierze Korpusu Piechoty Morskiej Stanów Zjednoczonych.
Po opanowaniu budynku M-19 zażądali uwolnienia 311 więźniów ze swojej grupy przetrzymywanych w więzieniach w Bogocie, Cali, Mecie i Bucaramandze. Ponadto zażądali dostarczenia 50 milionów USD. Jak po latach powiedziała jedna z terrorystek uczestniczących w akcji, María Eugenia Vásquez, znana wówczas pod pseudonimem „Emilia”, jednym z celów ataku było także poinformowanie społeczności międzynarodowej o tym, co dzieje się w Kolumbii. Według założeń grupy atak miał potrwać trzy dni.
W ciągu pierwszych godzin kryzysu w samej ambasadzie i w jej pobliżu nie działały telefony. Gdy połączenie zostało przywrócone po 18:20 dziennikarze „El Tiempo” dokonali sześciu krótkich rozmów z bojownikami M-19 znajdującymi się w zajętej placówce. Dzięki temu dowiedziano się, że dyplomaci, oprócz rannego chargé d’affaires Paragwaju, są cali. Po opanowaniu sytuacji członkowie M-19 wywiesili nad ambasadą flagę swojej organizacji.

### Negocjacje
Do rozmów z partyzantami rząd prezydenta Turbaya oddelegował ministra spraw zagranicznych Diego Uribe Vargasa. Wskutek udanych rozmów 28 lutego zwolniono 13 osób, w tym 10 kobiet, 16-letniego chłopca i dwóch rannych. Z placówki wyniesiono także zwłoki zabitego terrorysty, którego przedstawiono jako José Raúla Gómeza, pseudonim „Camilo”. Jak później ustalono, jego prawdziwe imię i nazwisko brzmiało Carlos Arturo Sandoval. Decyzją ministra komunikacji José Manuela Ariasa Carrizosy, kolumbijska telewizja i radio otrzymały zalecenie nieinformowania na bieżąco o wydarzeniach w ambasadzie, aby partyzanci M-19 nie mogli dowiadywać się o posunięciach sił rządowych. Zawieszenie transmisji nastąpiło 28 lutego po godzinie 15:00. Nie objęło ono jednak zagranicznych mediów, takich jak amerykańska telewizja NBC. Dziennikarze krajowi i zagraniczni zorganizowali w pobliżu placówki prowizoryczny obóz namiotowy zwany Villa Chiva.
Tego samego dnia jako mediatora ze strony rządowej wyznaczono członka Międzynarodowego Komitetu Czerwonego Krzyża. Osoba ta została jednak odrzucona przez partyzantów. Niemniej Czerwony Krzyż otrzymał zgodę na przekazywanie produktów zakładnikom. W kolejnych dniach pracownicy organizacji dostarczyli do recepcji ambasady żywność, odzież, książki, a nawet gry planszowe. Nuncjusz apostolski biskup Angelo Acerbi odprawił mszę w placówce po miesiącu trwania kryzysu, gdy dostarczono mu szaty liturgiczne oraz inne niezbędne przedmioty.
2 marca M-19 wyraziło zgodę na rozmowy strony rządowej ze swoim dowództwem. Na rozmówców wyznaczono podsekretarzy protokołu Ministerstwa Spraw Zagranicznych Kolumbii Ramiro Zambrano i Camilo Jiméneza. Mediatorem M-19 była Carmenza Cardona Londoño, nazwana przez dziennikarzy „La Chiqui”. Było to pierwsze z 24 spotkań, które odbyły się w żółtej furgonetce bez tylnych drzwi zaparkowanej przed ambasadą. Rozmowy trwały aż dwa miesiące, od 27 lutego do 26 kwietnia, gdy osiągnięto porozumienie. Atmosfera rozmów różniła się między spotkaniami: obok spokojnych rozmów zdarzały się również sytuacje zamrożenia dialogu z powodu nalegań najbardziej radykalnych partyzantów, aby uwolnić ich uwięzionych towarzyszy, gdyż w wypadku odmowy dokonają egzekucji ambasadorów. Do 8 marca uwolnionych zostało 24 zakładników, w tym ambasadorowie Austrii oraz Kostaryki.
W czasie kryzysu ambasadorowie Brazylii Geraldo Do Nascimento, Meksyku Ricardo Galán oraz urodzony w Hiszpanii ambasador Stanów Zjednoczonych Diego Cortes Asencio utworzyli „komitet zakładników”, który analizował rządowe dokumenty negocjacyjne i pomagał niedoświadczonym dyplomatycznie partyzantom z M-19 prowadzić rozmowy ze stroną rządową. Dyplomaci uczestniczyli w redagowaniu oświadczeń grupy usuwając z niej najbardziej radykalne zwroty, a także wskazywali w jakich sferach władze mogą poczynić pewne ustępstwa.
17 marca przy nieostrożności strażników z M-19 doszło do ucieczki ambasadora Urugwaju Fernando Gómeza Fynsa, który wyskoczył przez okno i dotarł do kolumbijskich żołnierzy otaczających placówkę. Działanie ambasadora spotkało się z krytyką pozostałych dyplomatów, którzy zawarli pakt, że wydostaną się z sytuacji kryzysowej wspólnie. Gómez Fyns wrócił do Urugwaju i został przyjęty jak bohater przez prezydenta Aparicio Méndeza reprezentującego rządzącą wówczas juntę.
Ambasador Egiptu przyznał, że w czasie trwającego kryzysu znalazł w sobie siłę do przetrwania sytuacji czytając Koran, znaleziony przez niego w bibliotece ambasady.

### Porozumienie
Po kilku tygodniach negocjacje zakończyły się umową, zgodnie z którą porywacze mieli udać się na Kubę wraz z niektórymi dyplomatami. Tego samego dnia ambasadorowie mieli powrócić do Bogoty. Żaden z 311 więźniów M-19 nie został zwolniony. Według kolumbijskiego rządu partyzantom nie przekazano żadnych pieniędzy, choć w mediach pojawiały się pogłoski jakoby M-19 udało się nakłonić władze do przekazania im sumy pieniędzy wynoszącej między 1,2 a 3 milionów USD. Po zakończeniu kryzysu prezydent Turbay powiedział: „Wszyscy wygrywamy. Kraj zwyciężył”.
Ostatecznie 15 partyzantów zgodziło się polecieć do Hawany na pokładzie rosyjskiego samolotu wraz z 12 zakładnikami, w tym ambasadorami Brazylii, Gwatemali, Meksyku, Stanów Zjednoczonych, Szwajcarii i nuncjuszem apostolskim. Przedstawiciele Organizacji Państw Amerykańskich towarzyszyli im, aby zagwarantować pomyślny przebieg operacji.

## Skutki
Kolumbijskie media opisywały operację „Wolność lub Demokracja” jako „najpoważniejszą operację odnotowaną w Kolumbii w ciągu ostatnich 32 lat”. Zajęcie ambasady określono jako pierwszy masowy atak partyzantki M-19 na ludność, w odróżnieniu od dotychczasowej działalności grupy.
W 1985 roku grupa M-19 dokonała zajęcia Pałacu Sprawiedliwości, siedziby Sądu Najwyższego, w czasie którego zginęło 95 osób. Wydarzenie to stanowiło szok dla kolumbijskiego państwa i stało się przyczyną założenia elitarnej jednostki kolumbijskich sił specjalnych Agrupación de Fuerzas Especiales Antiterroristas Urbanas (AFEUR), wyspecjalizowanej w działalności antyterrorystycznej, kryzysach zakładników oraz likwidowaniu celów o wysokim znaczeniu. Grupa M-19 zdemobilizowała się w 1990 roku na mocy porozumienia z kolumbijskim rządem. W wyborach do Zgromadzenia Konstytucyjnego Kolumbii 9 grudnia 1990 roku M-19 z wynikiem 26,93% głosów zajęła drugie miejsce.
Zdaniem dziennikarki Karen DeYoung zajęcie dominikańskiej ambasady w Bogocie nie przyciągnęło dużego zainteresowania amerykańskich mediów. Większą uwagę opinii publicznej przykuwał trwający od 4 listopada 1979 roku kryzys związany z zajęciem amerykańskiej ambasady w Teheranie, afera Abscam, radziecka interwencja w Afganistanie oraz wahające się ceny złota na światowych rynkach. 30 kwietnia 1980 roku doszło do zajęcia irańskiej ambasady w Londynie, zakończonej po sześciu dniach szturmem brytyjskiej jednostki specjalnej SAS. Zdaniem amerykańskiego eksperta do spraw terroryzmu Briana Michaela Jenkinsa, inspiracją dla ataku Demokratycznego Frontu Rewolucyjnego Wyzwolenia Arabistanu mogły być zajęcia ambasad w Teheranie i Bogocie.
Statut bezpieczeństwa został zniesiony 9 czerwca 1982 roku, pod koniec rządów prezydenta Turbaya. W 1983 roku były ambasador Stanów Zjednoczonych w Kolumbii Diego Cortes Asencio opublikował książkę Our Man Is Inside opisującą 61 dni, w czasie których był zakładnikiem M-19. W publikacji ambasador skrytykował zarówno grupę oraz stosowane przez nią metody terrorystyczne, jak i działalność prezydenta Turbaya oraz Departamentu Stanu w czasie kryzysu w ambasadzie. Rok później dowódca ataku na ambasadę Rosemberg Pabón wydał wspomnienia Así nos tomamos la embajada. W 2000 roku miał premierę film La toma de la embajada w reżyserii Ciro Durána bazujący na wydarzeniach rozgrywających się w Bogocie 20 lat wcześniej.